# Selma (Ossian)
Selma ist eine fiktive Königsburg im Werk Ossian des schottischen Dichters James Macpherson. Der Name leitet sich vom schottisch-gälischen sealladh math („gute Sicht“) her (bei Macpherson Seláma, „beautiful to behold“).
In diesem angeblich überlieferten keltischen Epos, das in Wahrheit von Macpherson selbst verfasst wurde, wird Selma als Burg von König Fingal genannt. Die Sängerin Minona besingt in der harfenklangdurchrauschten Festhalle von Selma das Leid Colmas, deren Bruder von ihrem Geliebten Salgar erschlagen worden war. Macpherson nennt die angeblichen schottisch-gälischen Wörter Min-ónn („sanfte Luft“), Cul-math („schönhaarige Frau“) und Sealg-'er („Jäger“) als etymologische Namenserklärung.
„Mein Selma, Mein Selma! mir schweben vor Augen Deine Thürme! mir schweben vor Augen von Eichen beschattet Deine Mauern!“ (Ossian: The Songs of Selma)
Die Songs of Selma („Die Gesänge von Selma“) sind wegen des lyrischen und elegischen Charakters die bekanntesten Gedichte aus dem Ossian. Sie wurden 1771 von Goethe für Friederike Brion in Prosaform übersetzt und von ihm auch in dieser Form ausführlich im Roman „Die Leiden des jungen Werther“ verwendet.
Die Burg Selma ist eine Erfindung Macphersons und wird in den keltischen Überlieferungen nicht genannt.